# Sømarkedyssen
Sømarkedyssen er en af de meget store dysser i Danmark. Den står på Østmøn. Det er en typisk repræsentant for de danske dysser. Den er placeret højt i terrænet, på en lille bakke, så alle har kunnet se den.
På mange dysser findes helleristninger, men på Sømarkedyssen findes rigtig mange, op mod 200.